# Antisa Khvichava
Antisa Khvichava, em georgiano: ანტისა ხვიჩავა, (nascida em Sachino, alegadamente em 8 de julho de 1880 – Satchino, 30 de setembro de 2012) foi uma supercentenária da Geórgia. Muita controvérsia tem sido gerada em torno da sua verdadeira idade, uma vez que afirmou ter uma idade que era realmente questionável, superando em mais de 10 anos a pessoa mais velha de sempre com idade confirmada, Jeanne Calment, que atingiu 122 anos.
A brasileira Maria Olívia da Silva morreu no dia em que Antisa completou alegadamente 130 anos de idade. Khvichava morreu em Sachino, no dia 30 de setembro de 2012, aos 132 anos de idade.